# 山烙铁头蛇
山烙铁头蛇（学名：Ovophis monticola）为蝰科烙铁头属的爬行动物，俗名恶乌子、黑斑竹叶青、山竹叶青、阿里山龟壳花。其种加词“monticola”意为“栖居在山地的”。分布于尼泊尔、不丹、锡金、印度、向东经缅甸、泰国到中南半岛各国、向南到马来西亚以及中国的西藏东南部，多栖息于山区、常栖于灌木林、草丛、茶山或耕地以及有时也见于路边及住宅周围。其生存的海拔范围为315至2600米。该物种的模式产地在尼泊尔和锡金。

## 亚种
- 山烙铁头蛇台湾亚种（学名：Ovophis monticola makazayazaya），Takahashi于1922年命名。分布于越南、台湾岛、中國東南部等地。该物种的模式产地在台湾屏东。[4]
- 山烙铁头蛇指名亚种（学名：Ovophis monticola monticola），Gunther于1864年命名。分布于尼泊尔、印度、缅甸、泰国、马来半岛、印度尼西亚以及中国大陆的西藏、云贵高原、横断山及其周围山区等地。该物种的模式产地在尼泊尔和锡金。[5]
- 山烙铁头蛇贡山亚种（学名：Ovophis monticola zhaokentangi），Zhao于1995年命名。在中国大陆，分布于云南等地。该物种的模式产地在云南贡山。[6]
- 山烙铁头蛇华东亚种（学名：Ovophis monticola orientalis），Schmidt于1927年命名。在中国大陆，分布于云贵高原以东到东南沿海等地。该物种的模式产地在福建邵武。[7]

## 保护
本种于2023年被收录入《有重要生态、科学、社会价值的陆生野生动物名录》。